# 梅迪耶尔
梅迪耶尔（法語：Médière，法語發音：[medjɛʁ]）是法国杜省的一个市镇，属于蒙贝利亚尔区。

## 地理
梅迪耶尔（47°27'24"N, 6°35'55"E）面积5.73 平方千米，位于法国勃艮第-弗朗什-孔泰大區杜省，该省份为法国东部内陆省份，北起上索恩省，西接汝拉省，东部及东南部与瑞士接壤，东北部与贝尔福地区省接壤。
与梅迪耶尔接壤的市镇（或旧市镇、城区）包括：奥南、拉普雷蒂耶尔、杜河畔利勒。

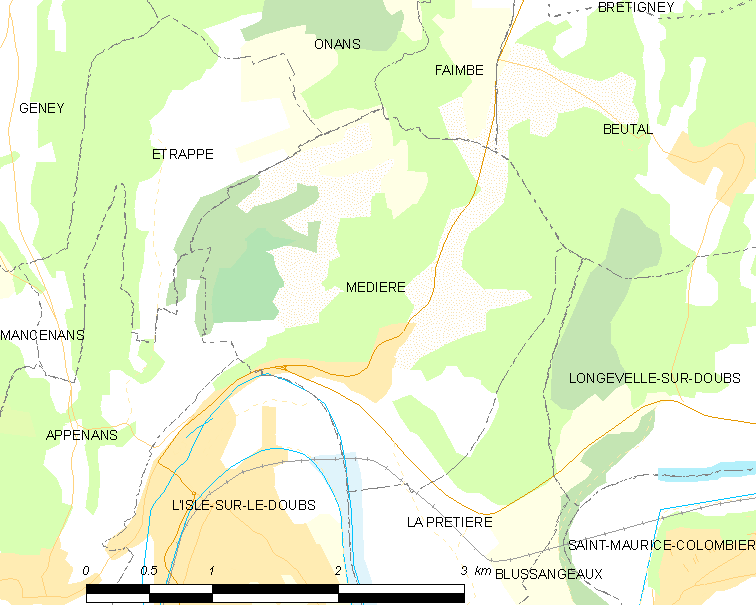
梅迪耶尔的OSM定位图

梅迪耶尔的时区为UTC+01:00、UTC+02:00（夏令时）。

## 行政
梅迪耶尔的邮政编码为25250，INSEE市镇编码为25372。

## 政治
梅迪耶尔所属的省级选区为巴旺县。

## 人口

1962-2008年间梅迪耶尔人口变化图示

梅迪耶尔于2022年1月1日时的人口数量为282人。